# Blow by Blow
Blow By Blow é o sétimo álbum do guitarrista Britânico Jeff Beck, lançado pela Epic Records em 1975. O álbum foi gravado em outubro de 1974. É o primeiro álbum em que seu nome aparece sozinho. Um álbum instrumental, que alcançou a 4ª posição na Billboard 200 e ganhou o certificado de platina pela RIAA.
| Críticas profissionais                                                      | Críticas profissionais |
| Avaliações da crítica                                                       | Avaliações da crítica  |
| Fonte                                                                       | Avaliação              |
| --------------------------------------------------------------------------- | ---------------------- |
| Allmusic                                                                    | [ 1 ]                  |
| Esta tabela precisa de ser acompanhada por texto em prosa. Consulte o guia. |                        |

## Lista de faixas

### Lado A
| N.º | Título                 | Compositor(es)                             | Duração |  |
| 1.  | "You Know What I Mean" | Jeff Beck, Max Middleton                   | 4:05    |  |
| 2.  | "She's a Woman"        | John Lennon e Paul McCartney               | 4:31    |  |
| 3.  | "Constipated Duck"     | Beck                                       | 2:48    |  |
| 4.  | "Air Blower"           | Beck, Middleton, Phil Chen, Richard Bailey | 5:09    |  |
| 5.  | "Scatterbrain"         | Beck, Middleton                            | 5:39    |  |

### Lado B
| N.º | Título                        | Compositor(es) | Duração |  |
| 1.  | "Cause We've Ended as Lovers" | Stevie Wonder  | 5:52    |  |
| 2.  | "Thelonius"                   | Wonder         | 3:16    |  |
| 3.  | "Freeway Jam"                 | Middleton      | 4:58    |  |
| 4.  | "Diamond Dust"                | Bernie Holland | 8:26    |  |

## Créditos
- Jeff Beck — guitarra elétrica, baixo
- Max Middleton — teclado
- Phil Chen — baixo
- Richard Bailey — bateria, percussão

### Outros músicos e equipe do estúdio
- Stevie Wonder — teclados em "Thelonius"
- George Martin — produtor, arranjos em "Scatterbrain" e "Diamond Dust"
- Vic Anesini — masterização
- Denim Bridges — engenheiro
- Steven Saper — engenheiro